# Concentrație osmotică
Concentrația osmotică, cunoscută și sub denumirea de osmolaritate, este concentrația de solut, definită ca număr de osmoli (Osm) de solut pe litru (L) de soluție (osmol/L sau Osm/L). Osmolaritatea unei soluții este exprimată de obicei ca Osm/L (osmolar), analog cu molaritatea unei soluții, care este exprimată ca M (molar). În timp ce molaritatea indică numărul de moli de solut pe unitatea de volum de soluție, osmolaritatea măsoară numărul de osmoli de particule de solut pe unitatea de volum de soluție. Această valoare permite măsurarea presiunii osmotice a unei soluții și determinarea modului în care solventul difuzează prin intermediul unei membrane semipermeabile (osmoză) care separă două soluții cu concentrație osmotică diferită.

## Unitate
Unitatea de măsură a concentrației osmotice este osmolul. Aceasta este o unitate de măsură non-SI care definește numărul de moli de solut care contribuie la presiunea osmotică a unei soluții. Un miliosmol (mOsm) reprezintă 1/1.000 dintr-un osmol. Un microosmol (μOsm) reprezintă 1/1.000.000 dintr-un osmol.

## Definiție
Osmolaritatea unei soluții, exprimată în osmoli pe litru (osmol/L), se calculează cu ajutorul următoarei expresii:
{\displaystyle \mathrm {osmolarity} =\sum _{i}\varphi _{i}\,n_{i}C_{i}}
unde:
- φ este coeficientul osmotic, care ține seama de gradul de non-idealitate al soluției. În cel mai simplu caz, acesta este gradul de disociere a solutului. Atunci, φ este cuprins între 0 și 1, unde 1 indică o disociere de 100%. Cu toate acestea, φ poate fi mai mare de 1 (de exemplu, pentru zaharoză). În cazul sărurilor, efectele electrostatice fac ca φ să fie mai mic decât 1 chiar dacă are loc o disociere de 100% (vezi și ecuația Debye-Hückel);
- n este numărul de particule (ex: ioni) în care poate disocia o moleculă. De exemplu: pentru glucoză n este 1, iar pentru NaCl n este 2;
- C este concentrația molară a solutului;
- i indică identitatea unui anumit solut.